# Pietrarubbia
Pietrarubbia – miejscowość i gmina we Włoszech, w regionie Marche, w prowincji Pesaro i Urbino.

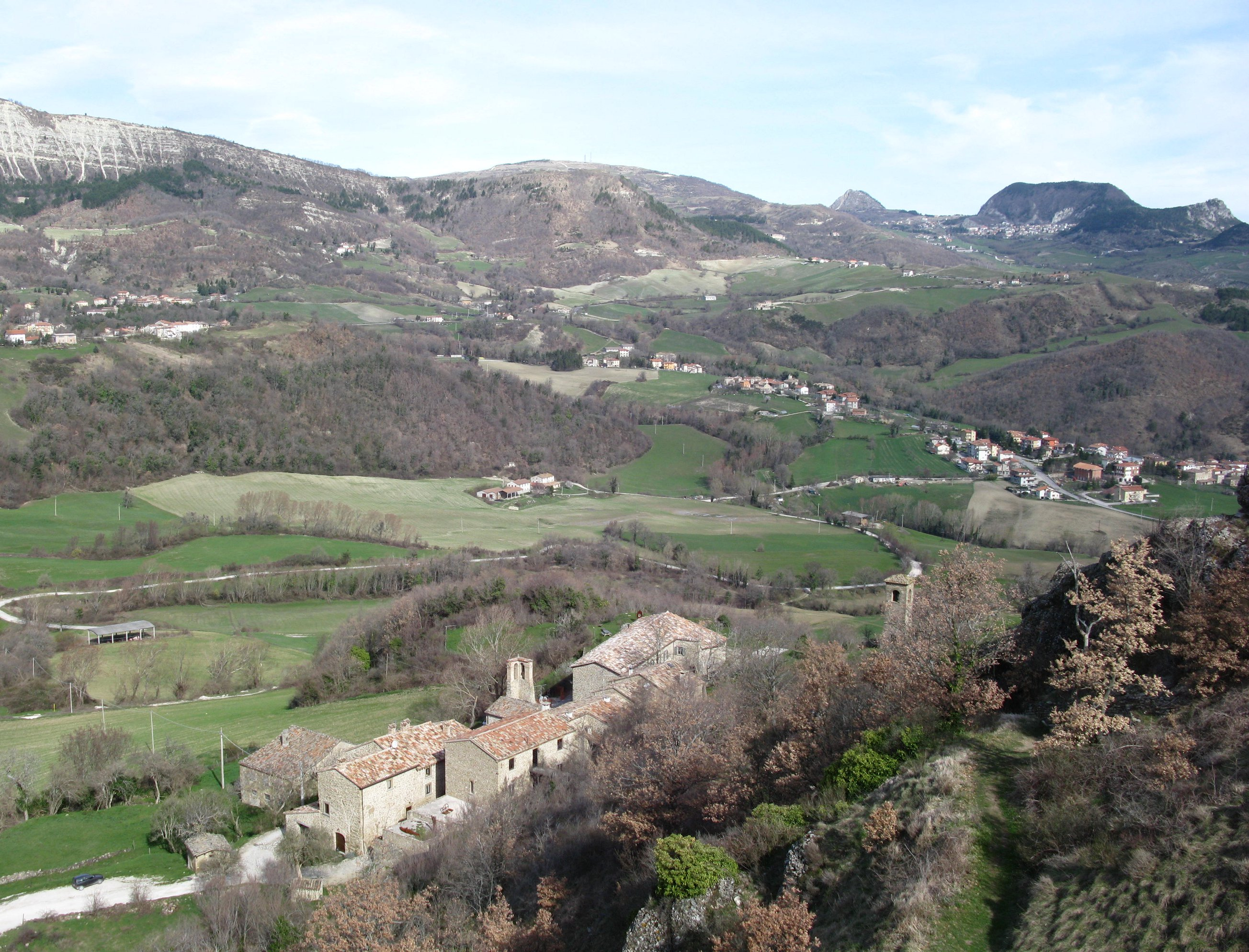
Pietrarubbia

Według danych na rok 2004 gminę zamieszkiwało 708 osób, 54,5 os./km².